# Akidolestes
Akidolestes är ett släkte av utdöda däggdjur som levde för 125 miljoner år sedan i östra Asien. Släktnamnet är sammansatt av de gammalgrekiska orden akido (spets) vad som syftar pa nosens form samt lestes (tjuv) som är ett vanligt namn för fossila däggdjur.
Den enda kända arten är Akidolestes cifellii som beskrevs året 2006 vetenskaplig. Fossil hittades i Kina i provinsen Liaoning. Dessa djur var ungefär lika stora som en näbbmus och artens främre kroppsdelar som tänder, käkar och framtassar är typiska för högre däggdjur. Bakkroppen liknar istället kloakdjur och pungdjur, speciellt ländkotorna och bakfötterna. Även nagra av de nedre revbenen är utformade som hos kloakdjur. Fortplantningen skedde antagligen genom äggläggning. Artepitet hedrar zoologen Richard L. Cifelli som forskar om däggdjur fran samma epok.